# Ingvar "Putte" Carlsson
Ingvar Åke "Putte" Carlsson, född 16 september 1942, är en svensk ishockeyspelare, tränare och sportchef.

## Biografi
Carlsson var biträdande tränare till Leif Boork i Djurgården Hockey då laget blev svenska mästare 1983. Han blev huvudtränare för Djurgården under säsongen 1987–1988 med Lasse Falk som assisterande coach. Djurgården vann Elitserien, men åkte ut mot AIK i kvartsfinal.
I två omgångar, säsongen 1984/85 och säsongerna 1992/93-93/94, tränade han Huddinge IK, som var bland de bästa division 1-lagen den senare sejouren, och var riktigt nära ett elitserieavancemang 1992/93.
Efter tränarkarriären blev Carlsson Djurgården Hockeys sportchef tills han blev sportchef för Djurgårdens IF Fotboll år 2000. Han var kvar på denna post till början av 2003.